# زدورف (نیدرزاکسن)
زدورف (به آلمانی: Seedorf) یک شهر در آلمان است که در Selsingen واقع شده‌است. زدورف ۶۲۱ نفر جمعیت دارد.